# بيت وودز
بيت وودز (بالإنجليزية: Pete Woods)‏ هو فنان قصص مصورة أمريكي، ولد في القرن العشرين.

## وصلات خارجية
- الموقع الرسمي